# Caius Vibius Pansa Caetronianus
Caius Vibius Pansa Caetronianus (mort le 23 avril 43 av. J.-C.) est un homme politique de la fin de la République romaine, consul avec Aulus Hirtius l'année de leur mort.
Partisan de Jules César durant la guerre civile contre Pompée, il pousse pour la restauration de la République après l'assassinat du dictateur. Il meurt de ses blessures reçues à la bataille de Forum Gallorum disputée contre Marc Antoine lors de la guerre civile de Modène.

## Famille
Son père et son grand-père se prénomment également Caius, mais on ne sait que peu de choses sur l'histoire de sa famille, hormis le fait que son père a été proscrit par Sylla selon Dion Cassius,. Peut-être à l'instar d'autres descendants de ses ennemis, il peut avoir été frappé par une loi de Sylla qui interdit aux fils de ses victimes l'accès aux charges publiques. Cependant, Jules César fait lever cette interdiction, et il se peut que cela soit une raison de l'attachement de Pansa à la cause de César.
Il est un des premiers membres de la gens Vibia à réussir une carrière politique et le premier à atteindre le consulat. Il s'agit d'un homo novus. C'est un descendant d'une famille étrusque originaire de Pérouse.
Il épouse Fulfia, la fille de Quintus Fufius Calenus, qui est un fervent partisan de Marc Antoine.

## Biographie

### Début de carrière
Il combat auprès de Jules César lors de la guerre des Gaules.
En 51 av. J.-C., il est tribun de la plèbe. Avec Marcus Caelius Rufus, utilisant son droit de veto, il s'oppose activement au consul Marcus Claudius Marcellus et aux autres dirigeants du parti aristocratique dirigé contre César,,.
Pendant la guerre civile entre César et Pompée, il soutient activement la cause des Césariens mais ne joue pas de rôle majeur. Vers 49-48 av. J.-C., il est édile puis préteur, et en 47 av. J.-C., propréteur de la province de  Bithynie et Pont.
Revenu à Rome en 46 av. J.-C., il se forme à l'art oratoire auprès de Cicéron, en compagnie d'Aulus Hirtius.
En 45 av. J.-C., il est gouverneur de la Gaule cisalpine en remplacement de Marcus Junius Brutus, poste qu'il occupe au 15 mars puis retourne à Rome l'année suivante. Il est désigné à l'avance par le dictateur comme consul pour l'année suivante avec Aulus Hirtius. Durant cette période, ils deviennent aussi tous deux augures.
Quelque temps avant le 21 avril 44 av. J.-C., il revient de Cisalpine et se rend en Campanie, où il attend de voir l'évolution de la situation à Rome après l'assassinat de Jules César pour revenir. Il commence à prendre contact avec Octavien qui est alors aussi en Campanie.
Reconnu comme étant un homme modéré et partisan d'un compromis pacifique, à son retour à Rome, Pansa devient un dirigeant des Césariens modérés et l'un des principaux partisans d'une restauration de la République. Il s'oppose en cela de plus en plus au consul Marc Antoine à la fin de l'année 44 av. J.-C. Néanmoins, il n'est pas totalement hostile à Antoine, et s'il souhaite limiter son pouvoir, il ne veut pas totalement le détruire à l'instar de Cicéron, et n'est pas prêt à embraser les débats contre Antoine et à une nouvelle guerre civile. À cela s'ajoute le fait que Pansa est marié à Fulfia, la fille de Quintus Fufius Calenus, qui est un fervent partisan d'Antoine.

### Consulat et décès
Malgré l'assassinat de Jules César, ses dispositions sont maintenues par un accord entre Marc Antoine, Cicéron et les conjurés dès avril. Ainsi, en 43 av. J.-C., il est consul avec Aulus Hirtius. Le 1er janvier, il inaugure solennellement son consulat devant le Sénat, dans le temple de Jupiter capitolin, ou selon d'autres sources dans le temple de la Concorde. La préférence de Pansa est d'unir les factions césariennes et de restaurer l'harmonie dans la République, mais il trouve peu de soutien. Les débats durent quatre jours et portent sur l'attitude à adopter vis-à-vis de Marc Antoine, Pansa dirige les débats entre son beau-père Quintus Fufius Calenus et Cicéron. Malgré l'opposition vigoureuse de Cicéron exprimée dans sa Ve Philippique, la proposition de Calenus est adoptée, qui prévoit d'envoyer des ambassadeurs à Marc Antoine.
De janvier à mars 43, Pansa préside les discussions au Sénat, et arbitre entre Cicéron, qui pousse toujours à la guerre contre Marc Antoine, et Calenus, qui est partisan de la négociation. Dans le même temps, Antoine cherche à prendre le contrôle de la province de Gaule cisalpine, et assiège son gouverneur Decimus Junius Brutus Albinus dans Modène. Le Sénat, rejetant les propositions d'Antoine, ordonne aux consuls de préserver la sécurité de la République et de se porter au secours de Decimus : c'est le début de la guerre civile de Modène,.
Lors de l'examen de la situation orientale où se maintiennent les conjurés Marcus Junius Brutus et Caius Cassius Longinus, Pansa appuie la motion déclarant le consulaire césarien Publius Cornelius Dolabella ennemi public, mais parvient à faire rejeter la proposition de Cicéron visant à accorder à Cassius des pouvoirs extraordinaires en Orient pour faire face à Dolabella. Il légitime aussi le commandement de Brutus en Macédoine et reconnaît officiellement le contrôle de la Sicile par Sextus Pompée. Lorsque le Sénat révoque une grande partie de la Lex Antonia, en particulier la partie agraire, Pansa est contraint de faire adopter des mesures confirmant les colonies pour les vétérans de César ainsi que d'autres décisions de César.
Il lève en parallèle de nouvelles troupes et part de Rome le 20 mars 43 pour secourir Modène avec quatre légions de nouvelles recrues, Pansa tombe le 14 avril dans une embuscade tendue à Forum Gallorum (Castelfranco Emilia) par les meilleures troupes d'Antoine. Battu, il est grièvement blessé, et meurt peu après, le 23 avril,,,. Entre-temps, son collègue Aulus Hirtius, qui a redressé la situation à Forum Gallorum, est tué à la bataille de Modène le 21 avril, pourtant victorieuse.
La rumeur courut que ses blessures ont été empoisonnées à l'instigation d'Octavien, qui aurait cherché à retirer toute la gloire de la victoire contre Antoine, Hirtius étant mort entre-temps et Octavien restant alors le seul chef des armées sénatoriales en vie,,,.
À la demande de la XIVe Philippique de Cicéron, il est honoré de funérailles publiques dans le Champ de Mars et du titre d'imperator, avec son défunt collègue Aulus Hirtius,,,.